# Frank L. Smith
Frank Leslie Smith, född 24 november 1867 i Dwight, Illinois, död 20 augusti 1950 i Dwight, Illinois, var en amerikansk republikansk politiker. Han representerade delstaten Illinois 17:e distrikt i USA:s representanthus 1919–1921. Smith var för en tid tillträdande senator men fick inte tillträda ämbetet på grund av en korruptionsskandal och anklagelser om valfusk.
Smith efterträdde 1919 John A. Sterling som kongressledamot och efterträddes 1921 av Frank H. Funk. Han utmanade den sittande senatorn William B. McKinley i republikanernas primärval inför senatsvalet 1926 och vann. Smith vann sedan själva senatsvalet och blev utnämnd till senaten efter att McKinley avled i ämbetet före mandatperiodens slut. På grund av skandalen kring Smiths valfinansiering och fuskanklagelser vägrade senaten att godkänna honom. Detta skedde först i samband med utnämningen som gällde slutet av McKinleys mandatperiod och på nytt då Smith försökte 1927 tillträda som senator i samband med den nya mandatperiodens början. Han gav upp 1928 och Otis F. Glenn fyllnadsvaldes till senaten.